# Синджорджу-де-Кимпіє
Синджорджу-де-Кимпіє (рум. Sângeorgiu de Câmpie) — село у повіті Муреш в Румунії. Входить до складу комуни Синпетру-де-Кимпіє.
Село розташоване на відстані 290 км на північний захід від Бухареста, 28 км на північний захід від Тиргу-Муреша, 53 км на схід від Клуж-Напоки.

## Населення
За даними перепису населення 2002 року у селі проживали 428 осіб.
Національний склад населення села:
| Національність | Кількість осіб | Відсоток |
| -------------- | -------------- | -------- |
| румуни         | 406            | 94,9%    |
| цигани         | 17             | 4,0%     |
| угорці         | 5              | 1,2%     |

Рідною мовою назвали:
| Мова      | Кількість осіб | Відсоток |
| --------- | -------------- | -------- |
| румунська | 423            | 98,8%    |
| угорська  | 5              | 1,2%     |